# Lauren Beck
Lauren Beck (* 1976 oder 1977) ist eine Filmproduzentin.

## Karriere
Becks Karriere begann 2009 als Produzentin von Kurzfilmen, sie erhielt aber mit ihrem ersten Spielfilm Manchester by the Sea eine Nominierung bei der Oscarverleihung 2017 in der Kategorie Bester Film gemeinsam mit ihren Kollegen Matt Damon, Chris Moore, Kimberly Steward und Kevin J. Walsh. Das Filmdrama erhielt darüber hinaus auch Nominierungen in fünf weiteren Kategorien, wobei zwei gewonnen werden konnten.

## Filmografie (Auswahl)
- 2009: Junkyard July
- 2009: Junkyard Dogs
- 2013: From the Future with Love
- 2016: Manchester by the Sea